# Nakatsugaru
Nakatsugaru (Japans: 中津軽郡,Nakatsugaru-gun) is een district van de prefectuur Aomori in Japan.
In 2006 had het district een geschatte bevolking van 1599 inwoners en een bevolkingsdichtheid van 6 inwoners per km². De totale oppervlakte bedraagt 246,58 km².

## Dorpen en Gemeenten
- Nishimeya

## Fusies
- Op 27 februari 2006  werden de gemeenten Iwaki en  Souma aangehecht bij de stad Hirosaki.

Steden:
Aomori (hoofdstad)· Goshogawara · Hachinohe · Hirakawa · Hirosaki · Kuroishi · Misawa · Mutsu · Towada · Tsugaru 

Districten:
Higashitsugaru · Kamikita · Kitatsugaru · Minamitsugaru · Nakatsugaru · Nishitsugaru · Sannohe · Shimokita
Gemeenten per district